# نفق زاوية أيت ملال

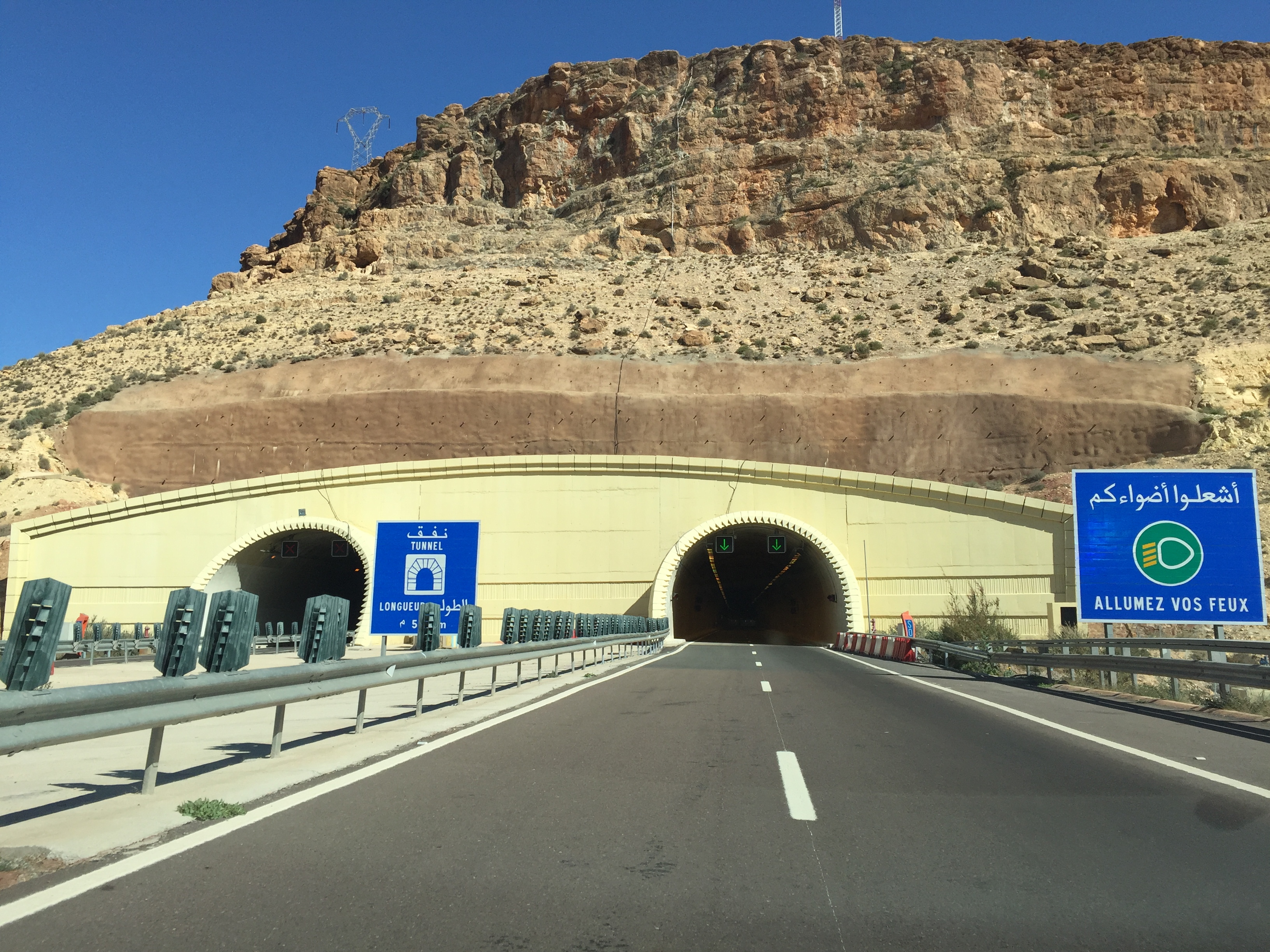
نفق زاوية أيت ملال

نفق زاوية أيت ملال هو نفق يقع بالطريق السيار A3 الدار البيضاء، أكادير في المنطقة الرابطة بين إمنتانوت وأركانة، ويعتبر أول نفق يتم انشاءه على طريق سيار بالمغرب.

## مواصفات
يبلغ طول النفق الإجمالي المغطى 562 مترا، وطول مدخليه الشمالي والجنوبي 33 مترا لكل مدخل منهما.

## حوادث
إلى حدود الساعة لم تسجل أي حوادث على مستوى النفق، كما انه مزود باجهزة تكنولوجية حديثة تتعلق بالسلامة والطوارئ.